# Kriegsversehrter

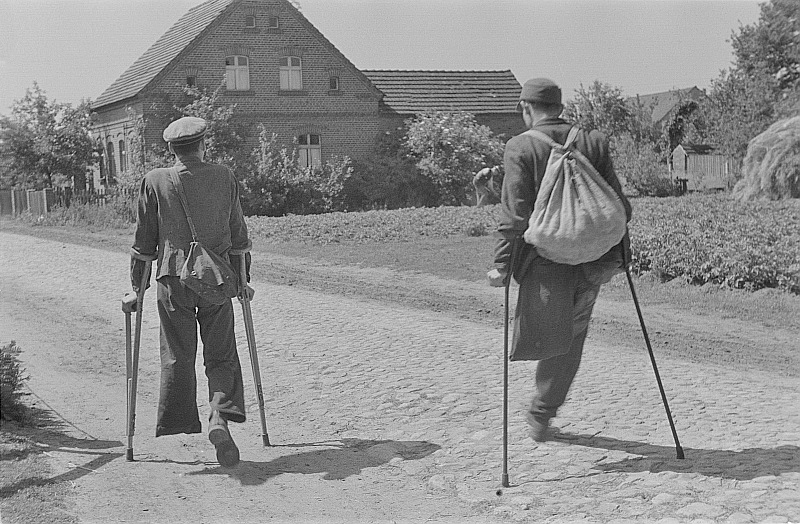
Beinamputierte Versehrte des Zweiten Weltkrieges

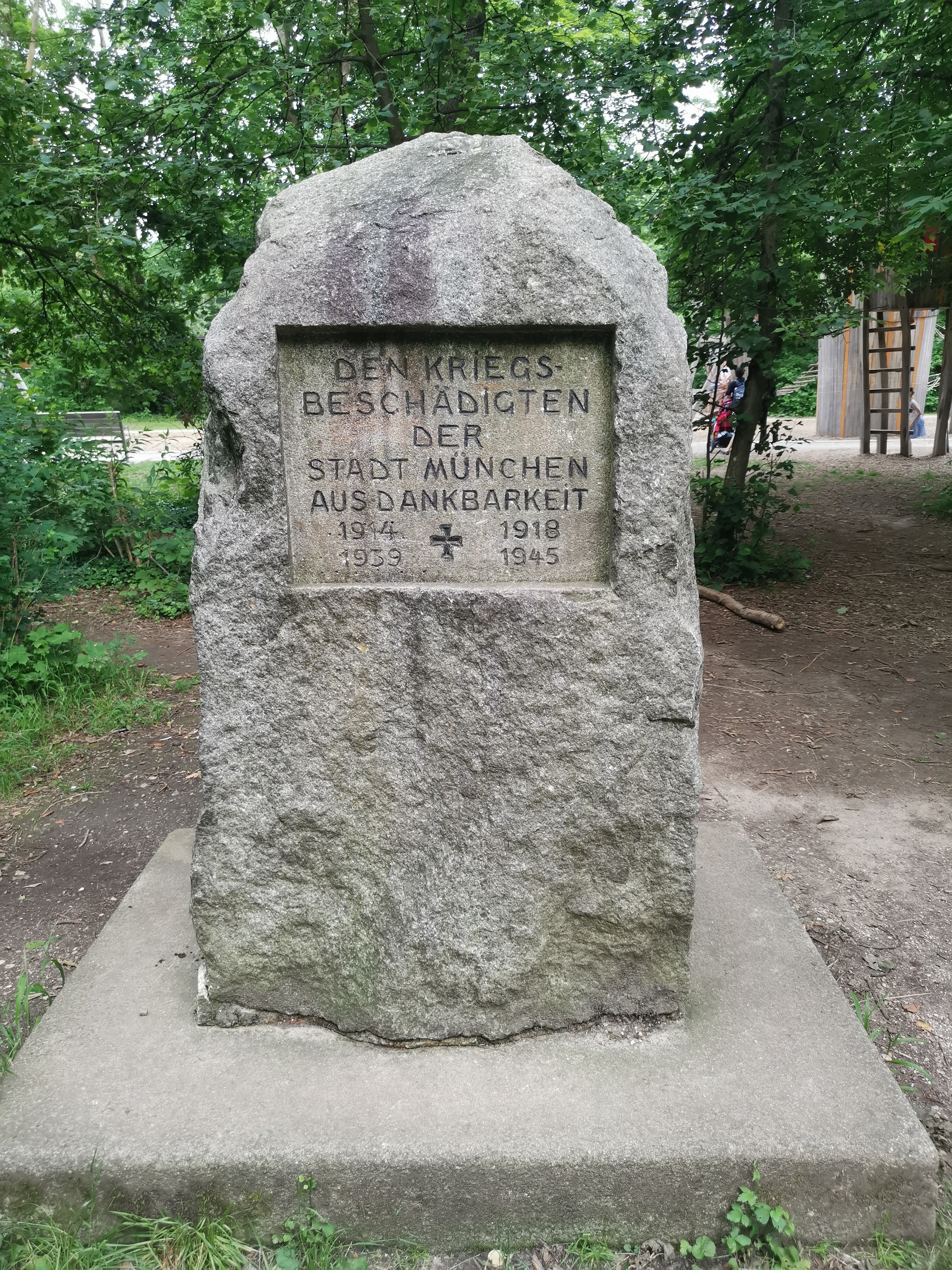
Gedenkstein im Taxispark München

Als Kriegsversehrter, auch Invalide, wird ein Kriegsopfer bezeichnet, dessen Verwundungen anhaltende körperliche oder seelische Schädigungen hinterließen. Bezeichnet werden mit dem Begriff Soldaten, während Nichtkombattanten, die als Zivilpersonen bei Kriegshandlungen verletzt werden, auch in offiziellen Mitteilungen in der Regel Zivilisten genannt werden. Die Höhe des Grades der betreffenden Schädigung unterscheidet Kriegsversehrte von Verwundeten; um als Kriegsversehrter bezeichnet zu werden, musste beispielsweise in der ersten Hälfte des 20. Jahrhunderts ein Grad der Erwerbsminderung von mindestens 25 % vorliegen.  

## Entstehung des Begriffs
Im Sprachgebrauch des 19. Jahrhunderts wurden körperlich behinderte Menschen (einschließlich Amputierter) Krüppel genannt. In Anlehnung an diesen Begriff unterschied der Berliner Orthopäde Konrad Biesalski Kriegskrüppel von Friedenskrüppeln. Ausdrücke wie Krüppel und Kriegskrüppel waren dabei zunächst beschreibende Bezeichnungen. Im Laufe der Zeit wurden die Begriffe Krüppel und Krüppelfürsorge jedoch zunehmend als abwertend empfunden. Deutsche Militärärzte führten im Ersten Weltkrieg den Begriff Kriegsbeschädigter ein. Aus diesem entwickelte sich die Bezeichnung Kriegsversehrter. Ebenfalls im Verlauf des Ersten Weltkriegs wurde der Begriff des Gesichtsversehrten als Sonderfall des Kriegsversehrten geprägt. 

## Vereine und staatliche Stellen

### Deutschland
1909 entstand in Berlin die Deutsche Vereinigung für Krüppelfürsorge, aus der die Deutsche Vereinigung für Rehabilitation hiervorging. Im Jahr 1920 wurde das Preußische Gesetz betreffend die öffentliche Krüppelfürsorge beschlossen.

### USA
Die USA haben mit dem Kriegsveteranenministerium der Vereinigten Staaten ein eigenes Ministerium, welches für Leistungen an Veteranen sowie deren Familien und Hinterbliebene zuständig ist.